# Atentado al BMR español en Líbano de 2007
El 24 de junio de 2007 se produjo un atentado a un convoy tripulado por cascos azules del ejército de tierra de España. Al explotar un coche bomba en Sahel al Derdara (Líbano), mientras realizaban una misión rutinaria de patrullaje como parte de la misión de paz de la ONU en el Líbano, resultó en la muerte de los 6 ocupantes de un BMR, y 2 heridos en un segundo vehículo. Todos pertenecían a la Segunda Bandera de la Brigada Paracaidista.
Dos días después se celebró el Funeral de Estado en Paracuellos de Jarama en Madrid, con la presencia de los Príncipes de Asturias y el Presidente del Gobierno, entre otros ministros y autoridades.

## Fallecidos
- Soldado Jefferson Vargas Moya (21)
- Soldado Juan Carlos Villora Díaz (20)
- Soldado Manuel David Portas Ruiz (20)
- Soldado Jeyson Alejandro Castaño Abadía (20)
- Soldado Jhon Edisson Posada Valencia (20)
- Soldado Johnattan Galea García (18)

## Heridos
- Soldado Enrique Vázquez Matei (21)
- Soldado Juan Paz Soler (19 años)